# Arantia fasciata
Arantia fasciata är en insektsart som först beskrevs av Walker, F. 1869.  Arantia fasciata ingår i släktet Arantia och familjen vårtbitare. Inga underarter finns listade i Catalogue of Life.